# Янгу (Корея)
Янгу́ (кор. 양구군?, 楊口郡?, Yanggu-gun) — уезд в провинции Канвондо, Южная Корея. Северная часть уезда была ареной ожесточённых боёв во время Корейской войны. В настоящее время уезд граничит с территорией КНДР.

## История
Во времена Когурё на территории современного уезда находился посёлок Йоынхольчха. После объединения древнекорейских государств под властью Силла в 757 году здесь был основан уезд Яннык (Янныккун). С эпохи династии Корё и до конца XIX века был известен под этим названием, имея административный статус хён. В 1896 году получил статус уезда (кун или гун) и современное название. После разделения Кореи и до Корейской войны входил в состав КНДР, затем перешёл в состав Южной Кореи.

## География
Расположен в северной части провинции Канвондо. Граничит с КНДР. Внутри страны границы на юге — с Чхунчхоном, на востоке — с Индже, на западе — с Хвачхоном и Чхорвоном. Ландшафт преимущественно горный. Протяжённость уезда с запада на восток — 27 км, с севера на юг — 35,5 км. Уезд считается географическим центром Корейского полуострова.
Климат немного прохладнее, чем климат остальной части страны. Среднегодовая температура — 10,4 °C, среднегодовое количество осадков — 1680 мм (данные 2003 года).

## Административное деление
Янгу административно делится на 1 ыпа и 4 мён:
| Название  | Хангыль | Площадь, км² | Население, чел | Внутреннее деление |
| --------- | ------- | ------------ | -------------- | ------------------ |
| Янгуып    | 양구읍  | 173,62       | 12 238         | 21 ри              |
| Наммён    | 남면    | 135,26       | 3 786          | 15 ри              |
| Пансанмён | 방산면  | 206,84       | 1 594          | 9 ри               |
| Тонмён    | 동면    | 123,62       | 2 425          | 9 ри               |
| Хэанмён   | 해안면  | 61,52        | 1 403          | 6 ри               |

## Туризм и достопримечательности
Культурные:
- Выставочный зал Северной Кореи. Был открыт в 1996 году. Здесь можно познакомиться с жизнью северных корейцев.
- Мемориал битвы на горе Тосольсан — военно-исторический музей, посвящённый событиям Корейской войны.
- Обсерватория Ыльджи — эта обсерватория была построена для туристов. Отсюда с помощью мощных оптических приборов можно понаблюдать за жизнью в КНДР. Ежегодно обсерваторию посещает 100 тыс. человек.
- Четвёртый туннель — был вырыт диверсантами из Северной Кореи в военных целях под Демилитаризованной зоной. Был обнаружен в 1990 году. Общая длина — 2052 м.
- Археологический музей — здесь собраны экспонаты, найденные на территории уезда (в основном в деревне Санмурённи). Основные эпохи — неолит, бронзовый век.
- Музей керамики районе Пансанмён — большая коллекция керамических изделий, особенно эпохи династии Корё. Представленные экспонаты были изготовлены в основном на территории уезда, так как здесь располагался один из центров гончарного искусства страны.
- Ботанический сад Янгу — небольшой ботанический сад с экспонатами-эндемиками здешних мест.
- Таксидермический выставочный зал — экспонаты млекопитающих, рептилий и рыб, обитающих в стране.
- Музей Пак Сугына — музей, посвящённый творческому наследию известного корейского художника XX века Пак Сугына. В экспозиции работы мастера.
- Исторический музей Янгу — экспозиция включает изделия народных промыслов, предметы быта жителей этих мест начиная с древнейших времён.

Природные:
- Озеро Соянхо — искусственное озеро, образованное после постройки гидроэлектростанции на реке Соянган. Сейчас является одним из крупнейших озёр региона.

## Символы
Как и остальные города и уезды в Южной Корее, Янгу имеет ряд символов:
- Цветок: цвет абрикоса — символизирует доброту горожан. Цвета символизируют дух к объединению.
- Дерево: тисовое дерево — является символом единения горожан.
- Птица: иволга — является частым персонажем в местном фольклоре, олицетворяет культуру уезда.
- Маскот: цветок Чо Рони.

## Города-побратимы
- Тидзу, (префектура Тоттори), Япония — с 2001.[7]